# Прокопчук Іван Тимофійович
Прокопчук Іван Тимофійович (28 жовтня 1946, Кустовці, Вінницький район) — український науковець, фахівець з водопостачання і каналізації, доктор технічних наук, професор кафедри водопостачання з 2002 по 2009 роки, декан санітарно-технічного факультету Київського Національного Університету Будівництва і Архітектури з 2002 по 2006 роки. Був опонентом по захисту кандидатських і докторських диссертацій https://web.archive.org/web/20140101063404/http://dnn.su/budivnictvo/348-rozrobka-metodiv-intensifikaciyi-roboti-sistem.html,
https://web.archive.org/web/20140101154653/http://librar.org.ua/sections_load.php?id=1377&s=building.

## Біографія
Народився 28 жовтня 1946 року в селі Кустовці Вінницького району. 1966 року закінчив Вінницький будівельний технікум, в 1966—1970 роках служив в армії танкістом, в 1971 році поступив на перший курс Київського інженерно-будівельного інституту, який закінчив 1976 року.
З 1972 по 1986 роки працював начальником планового технічного відділу Київводонала, в 1982 році захистив кандидатську дисертацію на тему «Дослідження роботи електрокоагуляторів з алюмінієвими і залізними електродами», що оберталися, з 1986 року працював доцентом в КІБІ, в 2000 році захистив докторську дисертацію на тему «Ефективні методи експлуатації артезіанських свердловин», займався проблемами відновлення дебіта подання води артезіанськими свердловинами.
Працював професором кафедри водопостачання з 2002 по 2009 року, деканом санітарно-технічного факультету Київського Національного Університету Будівництва і Архітектури з 2002 по 2006 року.

## Державні нагороди
- Почесна грамота Київського міського голови 2003 рік
- Почесна грамота міністра надзвичайних ситуацій 2003 рік
- Почесна грамота голови Верховної Рады 2003 рік
- Знак «відмінник навчання» 2003 рік.

## Наукова робота
Автор більше 140 робіт по водопостачанню і каналізації, у тому числі 10 патентів на винаходи, підготував 3 кандидати наук. Помер 14 липня 2010 року після тривалої хвороби.

### Публікації
- Більше 140 наукових робіт
- 5 навчальних посібників
- 2 монографії
- 3 довідники

### Основні роботи
- Прокопчук Іван Тимофійович. Ефективні методи експлуатації артезіанських свердловин: Дис… д-ра техн. наук: 05.23.04 / Київський національний ун-т будівництва і архітектури — 2000-340c. https://web.archive.org/web/20140101165609/http://disser.com.ua/content/17600.html
- Тугай Анатолий Михайлович, Прокопчук Иван Тимофеевич Водоснабжение из подземных источников — К.: Урожай, 1990. — 264 с.
- Прокопчук І. Т. Експлуатація споруд і обладнання водопостачання та водовідведення: навч. посібник для студ. / І. Т. Прокопчук [та ін.]; Київ. нац. ун-т буд-ва і архітектури. — Київ: КНУБА, 2009. — 204 с.
- Тугай А. М., Прокопчук І. Т., Тугай Я. А. Інтенсифікація роботи і експлуатація водозабірних свердловин: Монографія . -К.: КНУБА, 2006—252 с.
- Петімко П. І., Прокопчук І. Т., Царик М. Ф. Налагодження роботи систем водопостачання.- К.: Урожай, 1995—256с.
- Тугай А. М., Прокопчук И. Т. Эксплуатация и ремонт систем артезианского водоснабжения. -К.: Будивельнык, 1988—176 с.
- "МЕНЕДЖМЕНТ І МАРКЕТИНГ Методичні вказівки до виконання розрахунково-графічних робіт для бакалаврів будівництва спеціальності 6.092109 «Споруди і обладнання водопостачання і водовідведення», спеціалістів 7.092601 та магістрів 8.092601 спеціальності «Водопостачання та водовідведення» Укладачі: ПРОКОПЧУК Іван Тимофійович, ДУПЛЯК Олена Віталіївна, ПРОКОПЧУК Станіслав Іванович. К.: КНУБА- 2007- 56 стор. http://manualsem.com/book/375-menedzhment-i-marketing/3-Page3.html

| Володимир Вернадський | Це незавершена стаття про українського науковця. Ви можете допомогти проєкту, виправивши або дописавши її. |